# Лајнбург
Лајнбург (њем. Leinburg) општина је у њемачкој савезној држави Баварска. Једно је од 27 општинских средишта округа Нирнбергер Ланд. Према процјени из 2010. у општини је живјело 6.415 становника. Посједује регионалну шифру (AGS) 9574139.

## Географски и демографски подаци
Лајнбург се налази у савезној држави Баварска у округу Нирнбергер Ланд. Општина се налази на надморској висини од 392 метра. Површина општине износи 29,4 km². У самом мјесту је, према процјени из 2010. године, живјело 6.415 становника. Просјечна густина становништва износи 218 становника/km².

## Међународна сарадња
| Мјесто   | Држава   | Врста сарадње | Од    |
| -------- | -------- | ------------- | ----- |
| Вартберг | Аустрија | партнерство   | 1986. |
| Извор    |          |               |       |